# Prapořiště
Prapořiště je vesnice, místní část města Kdyně v okrese Domažlice v Plzeňském kraji.

## Název
Název vsi se má vztahovat k bitvě u Brůdku: Ukořistěné prapory poražených z bitvy u Brůdku mezi knížetem Břetislavem a Jindřichem III. v srpnu roku 1040 prý česká vojska nesla kus cesty s sebou, ale nakonec je nechala na jednom místě, jež po nich obdrželo jméno Prapořiště.

## Historie
První písemná zmínka o vesnici pochází z roku 1452.
V 19. století a až do konce druhé světové války byla obec národnostně smíšená. V roce 1890 zde žilo v 82 domech 247 Čechů a 306 Němců, v roce 2001 zde žilo 406 obyvatel v 146 domech.

## Obyvatelstvo
| Rok            | 1869 | 1880 | 1890 | 1900 | 1910 | 1921 | 1930 | 1950 | 1961 | 1970 | 1980 | 1991 | 2001 | 2011 | 2021 |
| -------------- | ---- | ---- | ---- | ---- | ---- | ---- | ---- | ---- | ---- | ---- | ---- | ---- | ---- | ---- | ---- |
| Počet obyvatel | 493  | 504  | 553  | 579  | 651  | 608  | 711  | 560  | 554  | 480  | 452  | 417  | 406  | 425  | 417  |
| Počet domů     | 77   | 80   | 82   | 92   | 102  | 106  | 129  | 141  | 131  | 130  | 121  | 135  | 146  | 160  | 169  |

## Obecní správa
Při sčítání lidu v letech 1850–1971 Prapořiště bylo samostatnou obcí v okrese Domažlice. Od 26. listopadu 1971 je částí města Kdyně v okrese Domažlice, kdy se konaly městské volby.

## Pamětihodnosti

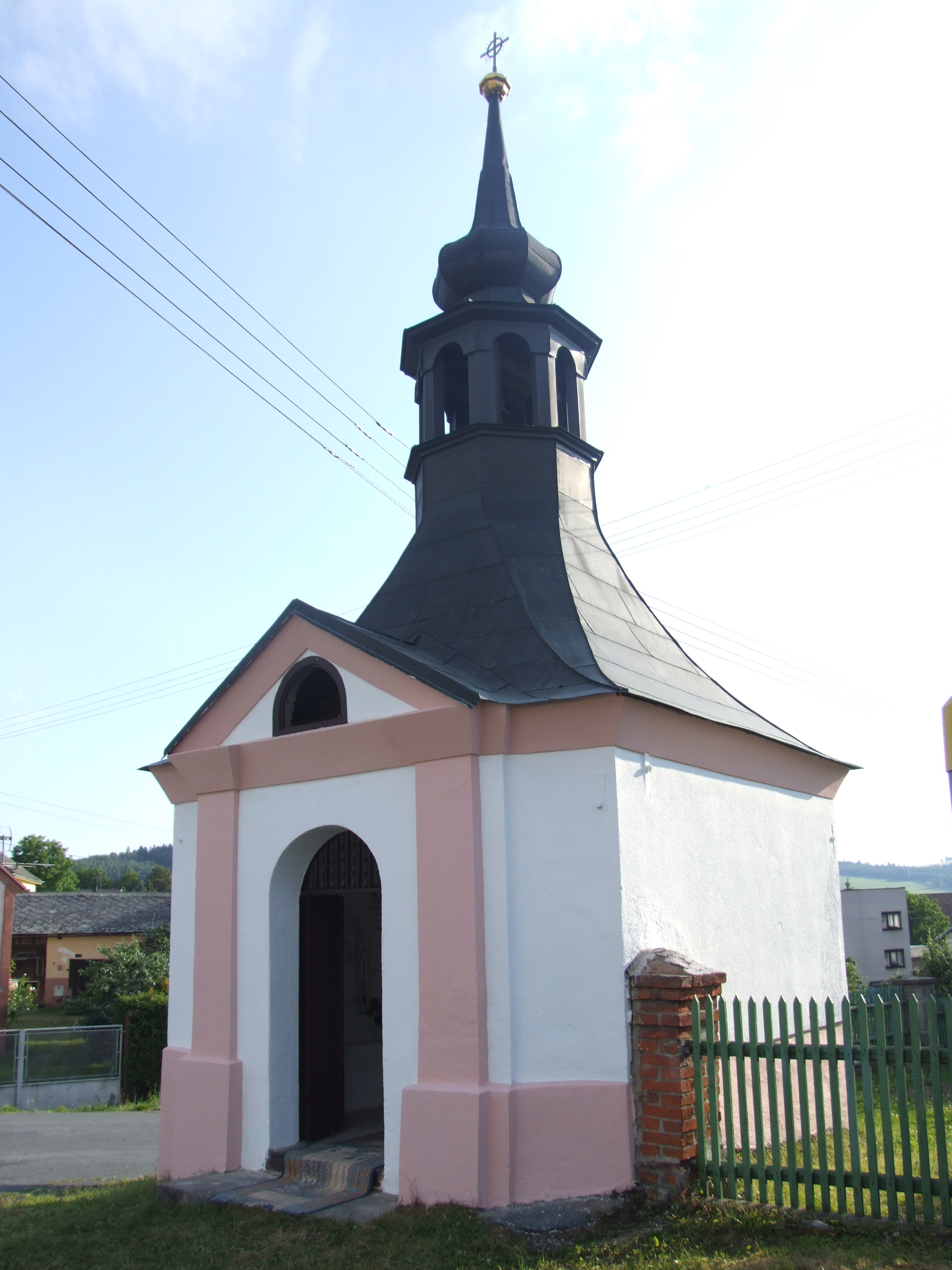
Kaplička svatého Jana Křtitele

Hlavní památkou je kaplička svatého Jana Křtitele. Před její výstavbou se v obci slavila pouť na svatou Annu společně s kostelem na Tanaberku. O založení kaple je známé pouze to, že byl pro ni v roce 1870 zakoupen nový zvon – v první světové válce byl ovšem odebrán a nahrazen železným. Původní zasvěcení kaple bylo svatému Janu Nepomuckému. Zasvěcení svatému Janu Křtiteli proběhlo v roce 1921, kdy byla provedena i přestavba kapličky. V nově upravené kapličce byla sloužena první mše svatá na svátek svatého Jana Křtitele 24. června 1921. V původní kapličce se konaly pouze v květnu májové pobožnosti bez účasti kněze. Na svátek Jana Nepomuckého se konalo procesí se sochou tohoto světce a sochou Panny Marie do Držalského lesa (cestou za samotou Hamlička), kde před dávnými lety stávala u studánky dřevěná kaple. Po roce 1921 se v obci držely pouti dvě – Češi slavili pouť na svatého Jana Křtitele, Němci slavili na svatého Jana Nepomuckého s procesím k držalské studánce.
Kaplička byla opravena až v roce 1959, kdy byla provedena nutná oprava střechy a její natření, vše za 2 180 Kčs. Další oprava (nátěr střechy) byla provedena v roce 1970 nákladem Marie Kokaislové z čp. 6. V roce 1990 zorganizovali manželé Kokaislovi z čp. 11 pokrytí střechy měděným plechem a pozlacení kopule. Práce na kapličce zdarma vedl Josef Šindelář a materiál financoval MěNV Kdyně (42 884 Kčs). Při opravě byla otevřena i kopule na věži, kde byl zápis o opravě ze 17. října 1959. Poslední oprava byla provedena v roce 2006 nákladem městského úřadu Kdyně. Památkově chráněný kříž z kaple je dnes uložen na bezpečnějším místě.